# Rosa Roth – Geschlossene Gesellschaft
Geschlossene Gesellschaft ist ein deutscher Fernsehfilm von Carlo Rola aus dem Jahr 2002. Es handelt sich um die fünfzehnte Episode der ZDF-Kriminalfilmreihe Rosa Roth mit Iris Berben in der Titelrolle einer Kriminalhauptkommissarin der Berliner Mordkommission. Die Schülerin Jinny wird von Mitschülern eines Internats tot an einem See gefunden. Schuldirektor Wagner ist um den Ruf der Schule besorgt, was Roth nicht nachvollziehen kann, da es sich bei dem Mädchen um seine Tochter handelt.
Roths Mitarbeiter Jürgen Roeder, Charly Kubick und Karin von Lomanski werden wiederum von Zacharias Preen, Jockel Tschiersch und Carmen-Maja Antoni verkörpert. Die Haupt-Gaststars dieser Folge sind Christian Berkel, Andrea Sawatzki, Ken Duken, Joanna Kitzl, Michael König, Tobias Schenke und Milka Loff Fernandes.

## Handlung
Dem Film vorangestellt ist folgendes Zitat: „Der Mensch ist  zur Freiheit verurteilt.“ (Jean-Paul Sartre, Geschlossene Gesellschaft, 1944)
Die Internatsschüler Mark und Enea, die sich heimlich getroffen haben, finden ihre Kommilitonin Jennifer, allgemein gerufen Jinny, die Tochter des Direktors Dr. Hans Wagner, leblos treibend im See. Jinny weist eine Verletzung an der Schläfe auf, die jedoch nicht die Todesursache sei, wie der Rechtsmediziner gegenüber Kriminalhauptkommissarin Rosa Roth von der Berliner Mordkommission ausführt. Die Todesursache sei Ertrinken. Vielleicht sei die Schülerin unter Drogeneinfluss ins Wasser gesprungen, man habe Kokain gefunden.
Roth ermittelt unter den Schülern und Lehrern. Jinnys beste Freundin Alexa meint, sie mache sich Vorwürfe, da Jinny oft solche Bemerkungen gemacht habe, dass sie, wenn die Internatszeit vorbei sei, selbst bestimme, wohin sie gehe und wenn sie schon ihre Freunde verlassen müsse, dann gehe sie irgendwohin, wo keiner mitgehen könne. Direktor Wagner, der immerhin seine Tochter verloren hat, verhält sich erstaunlich ablehnend gegenüber den polizeilichen Maßnahmen. Der Ruf seines Internats scheint ihm wichtiger zu sein, als die Aufklärung darüber, wieso Jennifer tot ist. Obwohl Roth ihm einen Durchsuchungsbefehl für das Internat zeigt, meint er, das sei ihm egal, wenn sie etwas wissen wolle, solle sie ihn fragen. Wagner meint, die getroffenen Maßnahmen seien unverhältnismäßig, hier sei ein Unfall geschehen und weiter nichts. Roth entgegnet, das müsse er schon der Polizei überlassen, ob ein Mord vorliege, oder ob seine Tochter unter Drogeneinfluss Selbstmord begangen habe.
Bei Eric Harenberg und Kai Kohlmann werden nasse Kleidungsstücke gefunden, ebenso bei fünf weiteren Schülern. Sichergestellt wird Kokain in geringen Mengen sowie Ecstasy und Haschisch bei Andreas Herwig und eine leere Tüte mit Kokainspuren bei Kai Kohlmann und Richard Walter. Auch im Zimmer der toten Jennifer, das sie mit Alexa teilte, werden anhaftende Haschischspuren in größerem Umfang festgestellt sowie weitere geringe Mengen bei anderen Schülern. Nachdem die Schüler erst mauern, erzählen sie dann, dass sie eine kleine Party veranstaltet hätten. Sie seien mit zwei Booten auf den See hinausgefahren und hätten Champagner getrunken. Mark, der die Tote zusammen mit Enea gefunden hat, erzählt, dass er Enea auf dem See geschubst habe und dann auch weitere Schüler einschließlich ihm selbst im Wasser gelandet seien. Alle, auch Jennifer, seien dann wegen der Kälte zurück ins Internat. Einer der Schüler meint, wenn Roth mehr wissen wolle, solle sie lieber „den Maiwald“ fragen und nicht alle Schüler behandeln, als seien sie Verbrecher. Mark rückt damit heraus, dass es am Nachmittag eine Konferenz habe geben sollen, es habe Gerüchte gegeben, dass Jinny ein Verhältnis mit ihrem Lehrer Maiwald gehabt habe. An dem Gerücht sei aber nichts dran, meint Mark; der Rest der Schüler schaut betreten nach unten.
Zur selben Zeit ist Maiwald bei Wagner und beteuert, dass zwischen ihm und der Tochter des Schuldirektors nie etwas gewesen sei. Er müsse ihm glauben, er gebe ihm jetzt sein Ehrenwort als Freund und Kollege. Wagner meint nur, Jennifer habe ihm gegenüber ein derartiges Verhältnis selbst zugegeben. Maiwald beschwichtigt, er habe oft sehr streng mit Jennifer sein müssen, damit sie die Leistung erbringe, zu der sie fähig gewesen sei. Dafür habe sie ihn gehasst. Sie habe manchmal Dinge getan, einfach nur, um Menschen zu verletzen.
Auch in einem erneuten Gespräch, zeigt Wagner sich unversöhnlich über Roths Vorgehen, das er als rücksichtslos bezeichnet. Es würden ihm Kinder von Diplomaten und Politikern, Geschäftsleuten und Kulturschaffenden anvertraut. Viele der Eltern lebten im Ausland und vertrauten ihm ihre Kinder an. Auch als Roth nach Maiwald fragt, blockt Wagner mit der Bemerkung ab, Maiwald sei nicht Gegenstand der Untersuchung. Für Jennifer sei es nicht immer leicht gewesen, die Tochter des Schulleiters zu sein, sie habe dann oft Dinge getan, die nur schwer zu verstehen gewesen seien. Unvermittelt verschafft die Sportlehrerin Angelika Harder Maiwald ein Alibi. Sie sagt aus, sie seien die ganze Nacht zusammen gewesen und schon länger ein Paar, hätten das aber erst einmal geheim halten wollen.
Mark erzählt seinen Mitschülern, dass Spuren auf dem Bootssteg gewesen seien, mindestens zwei, als die Polizei eintraf, seien sie schon getrocknet gewesen. Es kommt zu Streitigkeiten unter den Schülern. Plötzlich taucht Maiwald bei Alexa auf und will den Autoschlüssel zurück. Sie wisse genau, was er meine. Die Sache mit dem Auto habe nichts mit Jinnys Tod zu tun, wenn die Polizei allerdings den Schlüssel finde, würden eine Menge Leute Ärger kriegen. Er garantiere ihr, wenn er Ärger bekomme, sorge er dafür, dass sie den ebenfalls bekomme. Unvermittelt taucht Eric Harenberg auf und hält den betreffenden Schlüssel in der Hand. Eric galt als Jinnys Freund; zu Maiwald meint er, er wisse, was mit Jinny gelaufen sei und auch dass Maiwald gestern Nacht mit Jinny am Steg gewesen sei. Maiwald will wissen, ob Eric ihn erpressen wolle. Verächtlich meint dieser, dass er mehr Taschengeld bekomme als Maiwald Gehalt. Er gebe sich nicht mit Peanuts ab, er wolle ihn einfach nur fertigmachen, denn Maiwald habe ihn jahrelang wie Dreck behandelt.
Als Roth noch einmal mit verschiedenen Lehrern spricht, äußert einer, dass Jennifer zwar hochintelligent, aber kalt und böse gewesen sei. Zweimal hätte man sie von der Schule werfen müssen, aber … „man feuert nicht die Tochter des Direktors“, vollendet Wagner, der den Raum betreten hat. Wagner beendet dann auch die Spekulationen über den Tod seiner Tochter mit der erneuten Feststellung, es sei ein Unfall gewesen. Merkwürdig kommt Roth auch vor, dass in Jennifers Hose, die sie einen Tag vor der Abi-Geschichtsprüfung trug, ein Zettel mit genau den Aufgaben gefunden wurde, die in der Prüfung dann drankamen. Maiwald stellt in Abrede, dass er etwas damit zu tun hat.
Roth versucht erneut mit Wagner ins Gespräch zu kommen. Seine Frau, früher seine Schülerin und sehr viel jünger als er, hat sich vor sechs Jahren das Leben genommen. Er erzählt Roth, dass seine Tochter damals aus der Bahn geraten sei, er habe es bemerkt, aber nicht gegensteuern können. Seine Frau habe sich erhängt und sei von Jinny gefunden worden. Er habe Angst, dass Ginny denselben Weg gegangen sei wie ihre Mutter, das würde er nicht ertragen. Denn es wäre seine Schuld. Roth erzählt dem verzweifelten Vater, dass sie daran glaube, dass Jinny ermordet worden sei. Das Pulver, das man bei ihr gefunden habe, sei Backpulver gewesen. Der Täter habe in der Annahme, dass es sich um Kokain handle, dieses Pulver dann am Steg verstreut, um Jinnys Tod wie einen Drogenunfall aussehen zu lassen.
Inzwischen steht fest, dass Maiwald sehr wohl ein Verhältnis mit Jennifer hatte und sie ihn damit erpresst hat, auch wenn er das vehement in Abrede stellt. Sie hatte das Verhältnis allerdings inzwischen beendet, da ihr bewusst geworden war, wie sehr sie Eric damit verletzt hatte. Auch in weiteren Punkten haben die Ermittlungen ergeben, dass Maiwald bewusst lügt. Maiwald bricht dann zwar insoweit ein, dass er zugibt, ein Verhältnis mit Jennifer gehabt zu haben, bestreitet aber mit aller Entschiedenheit, etwas mit dem Tod der Schülerin zu tun zu haben. Er erzählt Roth allerdings nun von den Fußspuren, die Mark und Enea gesehen hätten. Roth konfrontiert die Schüler mit der Aussage Maiwalds. Durch eine Aussage von Alexa, die das Backpulver als Kokain verkauft hat und schon vor längerer Zeit der Schule verwiesen worden war, kommt ein wenig mehr Licht ins Dunkel. Sie sagt aus, dass nur noch Jennifer und Alexa da gewesen seien, als sie mit dem angeblichen Stoff aus Berlin zurückgekehrt sei. Beide seien betrunken gewesen.
Roth bringt Jennifers Freundin Alexa dazu, zuzugeben, dass sie allen Grund hatte, Jennifer zu hassen. Sie hatte sie bei den Abiturprüfungen böse hereingelegt als Rache dafür, dass Alexa einmal mit Eric geschlafen hatte. Es sei nicht das erste Mal gewesen, dass sie ihr klargemacht hatte, wo sie hingehöre, meint Alexa voller Zorn. Sie habe plötzlich einen Hockeyschläger in der Hand gehabt und damit zugeschlagen. Es sei furchtbar gewesen. Jinny sei plötzlich ganz still gewesen, habe aufgehört zu lachen und sei dann in den See gekippt. Sie sei tot gewesen. Angelika Harder, die dem Gespräch beiwohnt, erklärt, Alexa habe bis zu den Hüften im Wasser gestanden, es sei die Schuld des Kollegiums gewesen, dass Alexa sich nicht aus Jennifers Einfluss habe befreien können. Jennifer habe alle um sich herum verletzt, sie zu Opfern gemacht. Sie selbst habe den Hockeyschläger mitgenommen, um es so aussehen zu lassen, als sei das Ganze ein Drogenunfall gewesen. Alexa sei keine Mörderin, sie sei doch fast noch ein Kind. Roth führt Alexa ab.

## Produktionsnotizen
Der Film wurde in Berlin und Umgebung gedreht. Die Aufnahmeleitung lag bei Jürgen Haseloff und Alexander Piietrzynski, die Produktionsleitung bei Steffen Günther und Mascha Binder und die Herstellungsleitung bei Jens Christian Susa und Michael Schweiger. Klaus Bassiner und Alexander Ollig trugen die Verantwortung für die Redaktion. Produziert wurde der Film von Oliver Berben, dem Sohn der Hauptdarstellerin. Es handelt sich um eine Produktion der Moovie the art of entertainment GmbH im Auftrag des ZDF.
Musik im Film:
- Cat Stevens: Moonshadow, Father and Son und Hard Headed Woman

## Rezeption

### Veröffentlichung
Am 28. Dezember 2002 wurde die Folge Geschlossene Gesellschaft zur Hauptsendezeit im ZDF erstausgestrahlt.
Die Folgen 13–18 der Reihe wurden von Studio Hamburg Enterprises am 30. August 2013 auf DVD herausgegeben. Zudem gab die OneGate Media GmbH am 14. Juli 2023 eine DVD-Version mit den Folgen 1–18 der Reihe heraus.

### Kritik
Die Kritiker der Fernsehzeitschrift TV Spielfilm vergaben an den Film die bestmögliche Wertung, der Daumen zeigte nach oben, für Anspruch und Spannung gab es je zwei von drei möglichen Punkten. Sie lobten „vom Drehbuch über Darsteller bis zu Regie und Schnitt haben alle ihre Hausaufgaben gemacht: Bravourös entwirrt Iris Berben einen düster bebilderten Fall, in dem es keine Unschuldigen gibt.“ Das Fazit lautete: „In allen Fächern eine glatte Eins.“
Die Kritik auf der Seite von TV Today war ebenfalls positiv, für Anspruch und Spannung gab es je zwei von drei möglichen Punkten und die Feststellung: „Ein solider Krimi mit sympathischer Heldin.“ Fazit: „Iris Berben verdient sich gute Haltungsnoten.“
Das Fernsehmagazin Prisma befand: „Mit Feingefühl und Beharrlichkeit knackt Rosa Roth die Fassade einer scheinbar heilen Internatswelt.“
Beim Filmfest München wurde der Film mit den Worten vorgestellt: „Liebe, Schuld, Rache, Drogen und ein Mord: Ein spannender Krimi, in dem ein Elite-Internat zum Mikrokosmos der Gesellschaft wird.“